# Зелёная книга Украины
Зелёная книга Украины — список, в который заносят редкие и типичные для данной местности растительные группировки, которые требуют особого режима их использования. В отличие от Красной книги, Зелёная книга обращает внимание на охрану не отдельных видов, а целостных растительных группировок. Зелёная книга Украины содержит 126 редких и типичных растительных сообществ, нуждающихся в охране. Первое издание книги состоялось в 1987 году в УССР. Второе — в 2002 году, третье — в 2009.
Зелёная книга Украины является одним из самых прогрессивных природоохранных документов, так как акцент в ней сделан не на охране отдельных видов, а на сохранении биоразнообразия в целом в пределах того или иного растительного сообщества.

## История
Зелёная книга Украины является официальным государственным документом, в котором собраны сведения о современном состоянии редких, находящихся под угрозой исчезновения, и типичных природных растительных сообществ, подлежащих охране. Зелёная книга является основой для разработки охранных мероприятий по сохранению, воспроизводству и использованию занесённых в неё природных растительных сообществ. Охрана этих группировок направлена на сохранение их первозданной структуры, популяций редких видов растений и условий произрастания. Идея создания Зелёной книги основана на Украине и отражена в монографии академика НАНУ Шеляг-Сосонко Ю. Р. «Зелёная книга Украинской ССР: Редкие, Исчезающие и типичные, нуждающиеся в охране растительные сообщества». Это издание было посвящено описанию современного состояния редких растительных сообществ и мерам по их сохранению и воспроизведению.

## Основные положения
Основные положения ведения Зелёной книги Украины базируются на принципах:
- централизованного управления;
- координации действий;
- приоритетности научной инициативы;
- обязательного информирования общественности;
- необходимости учёта, кадастра и мониторинга редких растительных сообществ;
- заинтересованности и ответственности землепользователей;
- соответствия международным требованиям.

Идеология Зелёной книги Украины нашла своё воплощение в целом ряде принятых законодательных и нормативных документов, в частности:
- «Программе перспективного развития заповедного дела на Украине (Заповедники)» (22 сентября 1994),
- «Положении о Зелёную книгу Украины» (19 февраля 1997 г., 29 августа 2002),
- «Национальном докладе Украины о сохранении биологического разнообразия» (1997),
- «Концепции сохранения биологического разнообразия Украины» (12 мая 1997),
- «О растительном мире» (9 апреля 1999),
- «Об Общегосударственной программе формирования национальной экологической сети Украины на 2000—2015 годы» (21 сентября 2000).

Функции ведения Зелёной книги Украины, формирования и обеспечения деятельности соответствующей межведомственной комиссии возложено на Министерство охраны окружающей природной среды Украины.